# Franz Eßl
Franz Leonhard Eßl (* 19. Juli 1957 in Tamsweg) ist ein österreichischer Bauer, Politiker (ÖVP). Von Dezember 2002 bis Oktober 2024 war er Abgeordneter zum österreichischen Nationalrat.

## Ausbildung und Beruf
Franz Eßl besuchte zwischen 1963 und 1967 die Volksschule und im Anschluss bis 1971 die Hauptschule. 1973 begann er die Ausbildung zum Landwirt an der Landwirtschaftlichen Fachschule. Nach dem Abschluss der Fachschule 1975 absolvierte Eßl 1976 bis 1977 den Präsenzdienst und legte 1979 die Meisterprüfung ab. Er arbeitet seit 1979 als Land- und Forstwirt am Urbangut in Pöllitz, Tamsweg und wurde 2007 zum Ökonomierat ernannt.

## Politische Laufbahn
Franz Eßl begann seine politische Laufbahn 1984 als Gemeinderat in seiner Heimatgemeinde Tamsweg. 1989 stieg er zum Vizebürgermeister der Gemeinde auf, eine Funktion, die er bis 1994 innehatte. Eßl engagierte sich zudem in der Landwirtschaftskammer und im österreichischen Bauernbund. Zunächst war er zwischen 1990 und 1995 Obmann der Bezirksbauernkammer Tamsweg. Seit 1995 ist er Präsident der Kammer für Land- und Forstwirtschaft, seit 1997 Landesobmann des Salzburger Bauernbundes und seit 2000 Vorsitzender-Stellvertreter der Präsidentenkonferenz der Landwirtschaftskammern Österreichs. 
Am 20. Dezember 2002 zog Franz Eßl als Abgeordneter in den österreichischen Nationalrat ein. Seit den Wahlen 2006 vertrat er die ÖVP über ein Mandat des Regionalwahlkreises 5C (Lungau/Pinzgau/Pongau) im Nationalrat und war Mitglied in den Ausschüssen Budget, Land- und Forstwirtschaft, Verkehr und Volksanwaltschaft. Seine politischen Schwerpunkte lagen im Bereich der Entwicklung des ländlichen Raums, der Schaffung von Arbeitsplätzen und Sicherheitsthemen.
In der Legislaturperiode bis 2013 war er Mitglied in folgenden Ausschüssen:
Finanzausschuss; Ausschuss für Land- und Forstwirtschaft; Ausschuss für Menschenrechte; Budgetausschuss.
Als sein Nachfolger als Landesobmann des Salzburger Bauernbundes und Präsident der Landwirtschaftskammer Salzburg wurde 2018 Rupert Quehenberger designiert.

## Privates
Franz Eßl ist verheiratet und hat drei Kinder. 